# Lux Vide
Lux Vide – włoska wytwórnia filmowa specjalizująca się w filmach fabularnych, m.in. o tematyce religijnej i historycznej.

## Historia
Wytwórnia została założona w 1992 przez byłego prezesa państwowej RAI Ettore Bernabei wraz z grupą włoskich przedsiębiorców. Akcjonariuszami są: rodzina Bernabei (44,3%), International Entertainment (35,7%) i Tarak Ben Ammar (8,6%).
Między 2008 a 2013 wytwórnia Lux Vide była jednym z trzech największych partnerów RAI, dla której wyprodukowała tak znane włoskiej widowni seriale i filmy, jak: Don Matteo, Detektyw w habicie (wł. Che Dio ci aiuti) czy Anna Karenina.
W skład zarządu wchodzą obecnie:
- Ettore Bernabei, prezes honorowy
- Matilde Bernabei, prezes
- Luca Bernabei, dyrektor odpowiedzialny za produkcje
- Italio Giorgi, dyrektor generalny
- Vincenzo Mosca, dyrektor marketingu

## Produkcje

### Seria biblijna
- Genezis – od stworzenia do potopu (1994)
- Abraham (1993)
- Jakub (1994)
- Józef (1995)
- Mojżesz (1995)
- Samson i Dalila (1996)
- Dawid (1997)
- Salomon (1997)
- Jeremiasz (1998)
- Estera (1999)
- Jezus (1999)
- Święty Paweł (2000)
- Apokalipsa świętego Jana (2002)
- Maria z Nazaretu (2012)

### SeriaHistorie świętych
- Fatima (1997)
- Lourdes (2000)
- Ojciec Pio (2000)
- Historia świętego Antoniego (2002)
- Maria Goretti (2003)
- Święty Jan Bosco (2004)
- Historia świętej Rity (2004)
- Święta Klara i święty Franciszek (2007)
- Święty Filip Neri (2010)

### CyklPrzyjaciele Jezusa
- Maria Magdalena (2000)
- Józef z Nazaretu (2000)
- Judasz z Kariothu (2001)
- Przyjaciele Jezusa: Tomasz (2001)

### CyklImperium
- August pierwszy cesarz (2003)
- Neron: Władca imperium (2004)
- Święty Piotr (2005)
- Imperium: Pompei (2007)
- Święty Augustyn (2008)

### CyklXX wiek
- Ojciec Giovanni – Jan XXIII (2002)
- Soraya (2003)
- Matka Teresa (2003)
- Meucci (2005)
- Edda (2005)
- Jan Paweł II (2005)
- Coco Chanel (2008)
- Enrico Mattei (2009)

### Inne filmy
- Karol Wielki (1994)
- Una Bambina di troppo (1994)[2]
- Dio vede e provvede (1996–1997)
- Uno di noi (1996)
- Zyskowny interes (1998)
- Dar życia (1998)
- On i ona (1998–1999)
- Don Matteo (2000–2014)
- Zagubieni w śniegu (1999)
- Questa casa non è un albergo (2000)
- Ojciec Pio: Między niebem a ziemią (2000)
- Cristiani (2000)
- Vola Sciusciù (2000)
- Anioł stróż (2001)
- Fale namiętności (2001)
- Krzyżowcy (2001)
- Ojciec Giovanni – Jan XXIII (2002)
- Dracula (2002)
- Cuore di donna (2002)
- Dziecko z Betlejem (2002)
- Callas i Onassis (2005)
- Oddział położniczy (2006)
- Wojna i pokój (2007)
- Ho sposato uno sbirro (2008)
- Ho sposato uno sbirro 2 (2010)
- Paweł VI – papież burzliwych czasów (2008)
- Pius XII pod rzymskim niebem (2010)
- Detektyw w habicie (2011–2013)
- Romeo i Julia (2013)

### CyklBaśnie
- Pinokio – opowieść o chłopcu z drewna (2008)
- Cenerentola (2011)
- Opowieść z tysiąca i jednej nocy. Aladyn i Szeherezada (2012)
- La bella e la bestia (2014)